# Comuna Hîrjău, Stînga Nistrului
Comuna Hîrjău este o comună din Unitățile Administrativ-Teritoriale din Stînga Nistrului, Republica Moldova. Este formată din satele Hîrjău (sat-reședință), Mihailovca Nouă și Sărăței.
Conform recensământului din anul 2004, populația localității era de 3.219 locuitori, dintre care 561 (17.42%) moldoveni (români), 2.172 (67.47%) ucraineni si 422 (13.1%) ruși.